# Megitza
Megitza, właśc. Małgorzata Barbara Babiarz (ur. 27 listopada 1984 w Zakopanem) – polska wokalistka, kompozytorka i kontrabasistka. Łączy world music z nowoczesnym brzmieniem jazzu, popu, surf rocka, oraz swingu.

## Życiorys
W dzieciństwie była wielokrotną laureatką konkursów recytatorskich i gawędziarskich. Megitza została wprowadzona do tradycyjnej muzyki Podhala przez jej ojca Stanisława Babiarza. Śpiewała, tańczyła i grała na podhalańskich basach.
W 2001 roku Megitza wyemigrowała do Chicago, gdzie kontynuowała kultywację swego polskiego dziedzictwa w muzyce, ale także eksperymentowała z world music, muzyką wschodniej Europy i latynoamerykańską. W 2003 roku Megitza została wybrana królową Związku Podhalan w Północnej Ameryce. Zorganizowała imprezę charytatywną, wpływy z której zostały przekazane na domy dziecka w Polsce. Jako muzyk bierze udział w koncertach charytatywnych i wydarzeniach takich jak Wielka Orkiestra Świątecznej Pomocy.
W 2004 Megitza otrzymała najwyższy wynik w Narodowym Teście na Inteligencję IQ Test 2004, organizowanym przez telewizję itvn.
Promuje kulturę Polski i Podhala w Chicago i Stanach Zjednoczonych.

## Kariera
Swoją karierę rozpoczęła w 2008 roku, kiedy założyła kwartet Megitza. Do września 2012 roku zespół składał się z Małgorzaty Babiarz (wokal i kontrabas), Andreasa Kapsalisa (gitara), Marka Lichoty (bajan), oraz Jamiego Gallaghera (perkusja). Podczas koncertu w warszawskim Śnie Pszczoły (25 września 2012 roku), Megitza przedstawiła publiczności nowy zespół:
Jakub Mietła – akordeon (znany z zespołu Que Passa)
Jarosław Dzień – gitara(założyciel zespołu Que Passa)
Damian Niewiński – perkusja.
Podczas koncertu z Megitzą gościnnie wystąpił perkusista, wokalista i gitarzysta z Kuby, Yoilan Perez Harriette.
Zespół Megitzy znany jest z obecności wysokiej energii scenicznej. Kwartet był porównywany do takich artystów jak: Gipsy Kings, Ewa Demarczyk, Goran Bregović, Kayah, czy też Lura.
W 2008 Megitza wydała jej debiutancki album „Boleritza.”
Album zawiera oryginalne kompozycje i melodie tradycyjne. Węgierski skrzypek romski Roby Lakatos zagrał gościnnie na dwóch utworach: „Mamo Temera” i „17_14".
„Boleritza” to mieszanka tradycyjnych melodii ludowych z muzyką poważną, jazzem i muzyką świata.
W oryginalnych kompozycjach Megitzy słychać wyraźne wpływy world music, folku, muzyki góralskiej, romskiej, oraz muzyki bałkańskiej.
W lipcu 2012 roku premierę miały dwa kolejne albumy Megitzy – „Legenda” i „Megitza”. „Legenda” zawiera więcej kompozycji typowo bałkańskich i autorskich artystki, natomiast „Megitza” to ukłon do młodszej publiczności. Album nagrany w całości po angielsku promowały chwytliwe single – „What I Desire” o „Beauty Rumelaj”. Do obydwu nakręcono teledyski, przy czym akcja drugiego rozgrywa się w pięknej zimowej, tatrzańskiej scenerii.
Ważne występy: Park Milenijny w Chicago – Jay Pritzker Pavilion, Chicago World Music Festival, Old Town School of Folk Music, Chicago Folk and Roots Festival, Lotus World Music and Arts Festival, Chicago SummerDance Festival, and Taste of Chicago, Copernicus Theater. Megitza jest uważana za wpływową artystkę reprezentującą Polonię za granicą, pierwsze koncerty w Polsce – lato 2012 roku (Poznań, Szczecin, Zakopane, Kraków, Warszawa i inne).

## Dyskografia

### Albumy
- 2008: „Boleritza”
- 2012: „Legenda”
- 2012: „Megitza”

### Najbardziej znane single
- 2011 – „What I Desire”
- 2012 – „Beauty Rumelaj”